# Вес Андерсон
Веслі Мортімер Велс «Вес» Андерсон (англ. Wesley Mortimer Wales "Wes" Anderson; нар. 1 травня 1969) — американський кінорежисер, сценарист, актор та продюсер. Тричі номінований на премію «Оскар» в категорії «Найкращий оригінальний сценарій»: у 2001 році за «Родину Тененбаумів», у 2012 за «Королівство повного місяця» та у 2014 за «Готель «Ґранд Будапешт»». Лауреат цієї премії в категорії «Найкращий ігровий короткометражний фільм» за «Чудову історію Генрі Шугара» (2023). Двічі призер Берлінського кінофестивалю за створення «Готелю „Ґранд Будапешт“» та мультфільму «Острів собак» (2018).

## Творчість
Всі його фільми мають подібну естетику, розповідь ведеться неспішно, картинка витримана в основних кольорах. У саундтреках використовує фольк і ранній рок, зокрема класичний британський рок. Андерсон поєднує своєрідний гумор із проникливими портретами небездоганних героїв — у його фільмах часто стикаються представники заможного і робочого класів. Ще однією особливістю його творчості є те, що він полюбляє знімати тих самих акторів у різних своїх фільмах. Уже багато років працює з однією командою.

## Фільмографія
| Рік  | Українська назва            | Оригінальна назва                  | У ролі  | У ролі    | У ролі     | Примітка                                                       |
| Рік  | Українська назва            | Оригінальна назва                  | Режисер | Сценарист | Продюсер   | Примітка                                                       |
| ---- | --------------------------- | ---------------------------------- | ------- | --------- | ---------- | -------------------------------------------------------------- |
| 1993 | Пляшкова ракета             | Bottle Rocket                      | Так     | Так       | Ні         | короткометражний фільм                                         |
| 1996 | Пляшкова ракета             | Bottle Rocket                      | Так     | Так       | Ні         |                                                                |
| 1998 | Академія Рашмор             | Rushmore                           | Так     | Так       | виконавчий |                                                                |
| 2001 | Родина Тененбаумів          | The Royal Tenenbaums               | Так     | Так       | Так        |                                                                |
| 2004 | Водне життя зі Стівом Зіссу | The Life Aquatic with Steve Zissou | Так     | Так       | Так        |                                                                |
| 2005 |                             | The Squid and the Whale            | Ні      | Ні        | Так        |                                                                |
| 2007 | Поїзд до Дарджилінга        | The Darjeeling Limited             | Так     | Так       | Так        |                                                                |
| 2009 | Незрівнянний містер Фокс    | Fantastic Mr. Fox                  | Так     | Так       | Так        | ляльковий мультфільм                                           |
| 2012 | Королівство повного місяця  | Moonrise Kingdom                   | Так     | Так       | Так        |                                                                |
| 2014 |                             | She's Funny That Way               | Ні      | Ні        | виконавчий |                                                                |
| 2014 | Готель «Ґранд Будапешт»     | The Grand Budapest Hotel           | Так     | Так       | Так        |                                                                |
| 2017 |                             | Escapes                            | Ні      | Ні        | виконавчий |                                                                |
| 2018 | Острів собак                | Isle of Dogs                       | Так     | Так       | Так        | ляльковий мультфільм                                           |
| 2021 | Французький вісник          | The French Dispatch                | Так     | Так       | Так        |                                                                |
| 2023 | Астероїд-Сіті               | Asteroid City                      | Так     | Так       | Так        |                                                                |
| 2023 | Чудова історія Генрі Шугара | The Wonderful Story of Henry Sugar | Так     | Так       | Ні         | серія короткометражних фільмів за мотивами творів Роальда Дала |
| 2023 | Лебідь                      | The Swan                           |         |           |            | серія короткометражних фільмів за мотивами творів Роальда Дала |
| 2023 | Щуролов                     | The Rat Catcher                    |         |           |            | серія короткометражних фільмів за мотивами творів Роальда Дала |
| 2023 | Отрута                      | Poison                             |         |           |            | серія короткометражних фільмів за мотивами творів Роальда Дала |
| 2025 | Фінікійська схема           | The Phoenician Scheme              | Так     | Так       | Так        |                                                                |

## Багаторазова співпраця
У фільмах Андерсона часто задіяні ті самі люди: актори, знімальна група, інші працівники кіно, зокрема брати Вілсони (Овен, Люк і Ендрю), Білл Мюррей, Віллем Дефо, Сеймур Кассель, Анжеліка Г'юстон, Джейсон Шварцман, Кумар Паллана і його син Діпак Паллана, Стівен Діґнан, Браян Тененбаум і Ерік Чейз Андерсон (брат режисера). Також Вес Андерсон регулярно співпрацює зі сценаристом Ноа Баумбахом, разом з яким він написав сценарії фільмів «Водне життя зі Стівом Зіссу» і Фантастичний містер Лис, Андерсон натомість став одним із продюсерів режисерської роботи Баумбаха «Кальмар і кит»; Овеном Вілсоном (спільно з яким написав сценарії трьох фільмів); оператором Робертом Йоманом, звукорежисером Ренделлом Постером і композитором Марком Мазербо.
| Співпраця           | Пляшкова ракета (1996) | Рашмор (1998) | Родина Тененбаумів (2001) | Водне життя зі Стівом Зіссу (2004) | Потяг на Дарджилінг (2007) | Фантастичний містер Лис (2009) | Королівство повного місяця (2012) | Готель «Гранд Будапешт» (2014) | Острів собак (2018) | Французький вісник (2021) | Астероїд-Сіті (2023) | Чудова історія Генрі Шугара (2023) | Всього |
| ------------------- | ---------------------- | ------------- | ------------------------- | ---------------------------------- | -------------------------- | ------------------------------ | --------------------------------- | ------------------------------ | ------------------- | ------------------------- | -------------------- | ---------------------------------- | ------ |
| Воріс Алувалія      |                        |               |                           | Green tick                         | Green tick                 |                                |                                   |                                |                     |                           |                      |                                    | 2      |
| Ерік Чейз Андерсон  |                        | Green tick    | Green tick                | Green tick                         | Green tick                 | Green tick                     | Green tick                        |                                |                     |                           |                      |                                    | 6      |
| Боб Балабан         |                        |               |                           |                                    |                            |                                | Green tick                        | Green tick                     |                     | Green tick                | Green tick           |                                    | 4      |
| Ноа Баумбах         |                        |               |                           | Green tick                         |                            | Green tick                     |                                   |                                |                     |                           |                      |                                    | 2      |
| Едрієн Броді        |                        |               |                           |                                    | Green tick                 | Green tick                     |                                   | Green tick                     |                     | Green tick                | Green tick           |                                    | 5      |
| Сеймур Кассель      |                        | Green tick    | Green tick                | Green tick                         |                            |                                |                                   |                                |                     |                           |                      |                                    | 3      |
| Роман Коппола       |                        |               |                           | Green tick                         | Green tick                 | Green tick                     | Green tick                        |                                |                     | Green tick                |                      |                                    | 5      |
| Браян Кокс          |                        | Green tick    |                           |                                    |                            | Green tick                     |                                   |                                |                     |                           |                      |                                    | 2      |
| Александр Десплат   |                        |               |                           |                                    |                            | Green tick                     | Green tick                        | Green tick                     | Green tick          | Green tick                | Green tick           |                                    | 6      |
| Стівен Діґнан       | Green tick             | Green tick    | Green tick                |                                    |                            |                                |                                   |                                |                     |                           |                      |                                    | 3      |
| Віллем Дефо         |                        |               |                           | Green tick                         |                            | Green tick                     |                                   | Green tick                     |                     | Green tick                | Green tick           |                                    | 5      |
| Майкл Ґембон        |                        |               |                           | Green tick                         |                            | Green tick                     |                                   |                                |                     |                           |                      |                                    | 2      |
| Джеф Ґолдблюм       |                        |               |                           | Green tick                         |                            |                                |                                   | Green tick                     | Green tick          |                           | Green tick           |                                    | 4      |
| Анжеліка Г'юстон    |                        |               | Green tick                | Green tick                         | Green tick                 |                                |                                   |                                | Green tick          | Green tick                |                      |                                    | 5      |
| Гарві Кейтель       |                        |               |                           |                                    |                            |                                | Green tick                        | Green tick                     | Green tick          |                           |                      |                                    | 3      |
| Білл Мюррей         |                        | Green tick    | Green tick                | Green tick                         | Green tick                 | Green tick                     | Green tick                        | Green tick                     | Green tick          | Green tick                |                      |                                    | 9      |
| Марк Мазербо        | Green tick             | Green tick    | Green tick                | Green tick                         |                            |                                | Green tick                        |                                |                     |                           |                      |                                    | 4      |
| Едвард Нортон       |                        |               |                           |                                    |                            |                                | Green tick                        | Green tick                     | Green tick          | Green tick                | Green tick           |                                    | 5      |
| Діпак Паллана       | Green tick             | Green tick    | Green tick                |                                    |                            |                                |                                   |                                |                     |                           |                      |                                    | 3      |
| Кумар Паллана       | Green tick             | Green tick    | Green tick                |                                    | Green tick                 |                                |                                   |                                |                     |                           |                      |                                    | 4      |
| Ларрі Пайн          |                        |               | Green tick                |                                    |                            |                                | Green tick                        | Green tick                     |                     | Green tick                |                      |                                    | 4      |
| Джейсон Шварцман    |                        | Green tick    |                           |                                    | Green tick                 | Green tick                     | Green tick                        | Green tick                     |                     | Green tick                | Green tick           |                                    | 7      |
| Тільда Свінтон      |                        |               |                           |                                    |                            |                                | Green tick                        | Green tick                     | Green tick          | Green tick                | Green tick           |                                    | 5      |
| Браян Тененбаум     | Green tick             | Green tick    | Green tick                |                                    |                            |                                |                                   |                                |                     |                           |                      |                                    | 3      |
| Ендрю Вілсон        | Green tick             | Green tick    | Green tick                |                                    |                            |                                |                                   |                                |                     |                           |                      |                                    | 3      |
| Люк Вілсон          | Green tick             | Green tick    | Green tick                |                                    |                            |                                |                                   |                                |                     |                           |                      |                                    | 3      |
| Оуен Вілсон         | Green tick             | Green tick    | Green tick                | Green tick                         | Green tick                 | Green tick                     |                                   | Green tick                     |                     | Green tick                |                      |                                    | 8      |
| Воллес Володарський |                        | Green tick    |                           |                                    | Green tick                 | Green tick                     |                                   |                                |                     | Green tick                |                      |                                    | 4      |
| Скарлетт Йоганссон  |                        |               |                           |                                    |                            |                                |                                   |                                | Green tick          |                           | Green tick           |                                    | 2      |
| Рейф Файнз          |                        |               |                           |                                    |                            |                                |                                   | Green tick                     |                     |                           |                      | Green tick                         | 2      |
| Тоні Револорі       |                        |               |                           |                                    |                            |                                |                                   | Green tick                     |                     | Green tick                | Green tick           |                                    | 3      |
| Сірша Ронан         |                        |               |                           |                                    |                            |                                |                                   | Green tick                     |                     | Green tick                |                      |                                    | 2      |
| Руперт Френд        |                        |               |                           |                                    |                            |                                |                                   |                                |                     | Green tick                | Green tick           | Green tick                         | 3      |